# Thomas Ward
Pour les articles homonymes, voir Ward.
Thomas, baron Ward (1809, Howley - 5 octobre 1858), est un cavalier, diplomate et homme d'État autrichien d'origine britannique.

## Biographie
Cavalier, il entre au service du prince de Liechtenstein en 1823 et s'installe en Hongrie. 
En 1827, il est recommandé à Charles II de Bourbon-Parme, grand amateur de chevaux, qui le prend pour s'occuper de ses chevaux et comme homme de confiance.
Dans sa position de confident, il suggère à son maître, dont le luxe et l'extravagance sans cesse lui impliqué des difficultés financières, d'obtenir de l'aide de l'Autriche en échange de la soumission politique. Il arrange à cet effet à un entretien personnel avec l'archiduc Ferdinand en 1843. 
En 1846, il est nommé maître de la cavalerie et ministre de la maison et finance, avec le titre de baron. Dans ces positions Ward montre une incontestable capacité, mais ses méthodes d'administration n'était pas trop scrupuleux.
En 1847, à la mort de l'archiduchesse Marie-Louise, duchesse de Parme et ancien impératrice des Français, Ward est envoyé en mission à Florence pour surveiller les détails du transfert de Lucques en Toscane. En outre, conformement à la convention de 1818, Charles-Louis de Bourbon-Parme a en même temps récupéré le duché de Parme.
À Parme, Ward est resté ministre en chef pour le duc, et a continué sa soumission au gouvernement autrichien. 
Il est envoyé comme ambassadeur extraordinaire en Espagne en 1848 pour négocier la reprise des relations diplomatiques, a été bien accueilli par la reine et créé chevalier grand-croix de l'ordre de Charles III d'Espagne. Dans la même année, à l'accession au trône de François-Joseph comme empereur d'Autriche, il est chargé de le féliciter, et reçoit la croix de fer d'Autriche. 
Le 20 mai 1849, il provoque l'abdication du duc Charles II et place son fils, le duc Charles III, sur le trône de Parme. 
Il est ensuite envoyé comme ministre plénipotentiaire à représenter le duché à Vienne, et l'empereur lui confère le titre de baron. Par la suite, il est envoyé en mission diplomatique en Angleterre, et impressionne Palmerston par son tact et sa sagacité. Palmerston a déclaré de lui qu'il était l'un des hommes les plus remarquables de l'époque. 
Le 21 juillet 1853, il reçoit un brevet de concession de tous les droits miniers sur le fer et le cuivre dans le duché.
En 1854, le duc Charles III est assassiné dans les jardins de son palais à Parme, et Ward est démis de toutes ses charges. Après son licenciement Ward demande la protection de l'Autriche, qui lui accordé sans difficulté. Il se consacre alors à l'agriculture, près de Vienne.
Sa fille Louise sera mariée au marquis Léon d'Hervey de Saint-Denys, puis au cavalier Jacques Laurens de Waru (petit-fils d'Adolphe de Waru et nièce de Laure de Chevigné).

## Sources
- Dictionary of National Biography, volume 59, 1885-1900
- Jesse Myers, Baron Ward and the Dukes of Parma, 1938
- Notices d'autorité :   - VIAF
  - IdRef
- Notice dans un dictionnaire ou une encyclopédie généraliste :   - Oxford Dictionary of National Biography